# Aukrasanden
Aukra este o localitate din comuna Aukra, provincia Møre og Romsdal, Norvegia, cu o populație de 948 locuitori (2013).